# Reinaldo Carlos Montoro
Reinaldo Carlos Montoro (1831, Porto, Portugal - 1889, Rio de Janeiro, Brasil) foi um escritor e ensaísta português radicado no Brasil.
Foi membro do Grêmio Literário Português no Rio de Janeiro e participou na fundação da Caixa de Socorros D. Pedro V, também na capital do Império.
Foi editor e colaborador da revista literária O Futuro, fundada em 1862 pelo também português Faustino Xavier de Novais  e também colaborou na Revista Contemporânea de Portugal e Brasil  (1859-1865).

## Obras
- O Centenário de Camões no Brasil. Portugal em 1580. O Brasil em 1880. (1880)
- Elogio histórico do eminente estadista português Marquês de Pombal (1882)